# ギンケンソウ

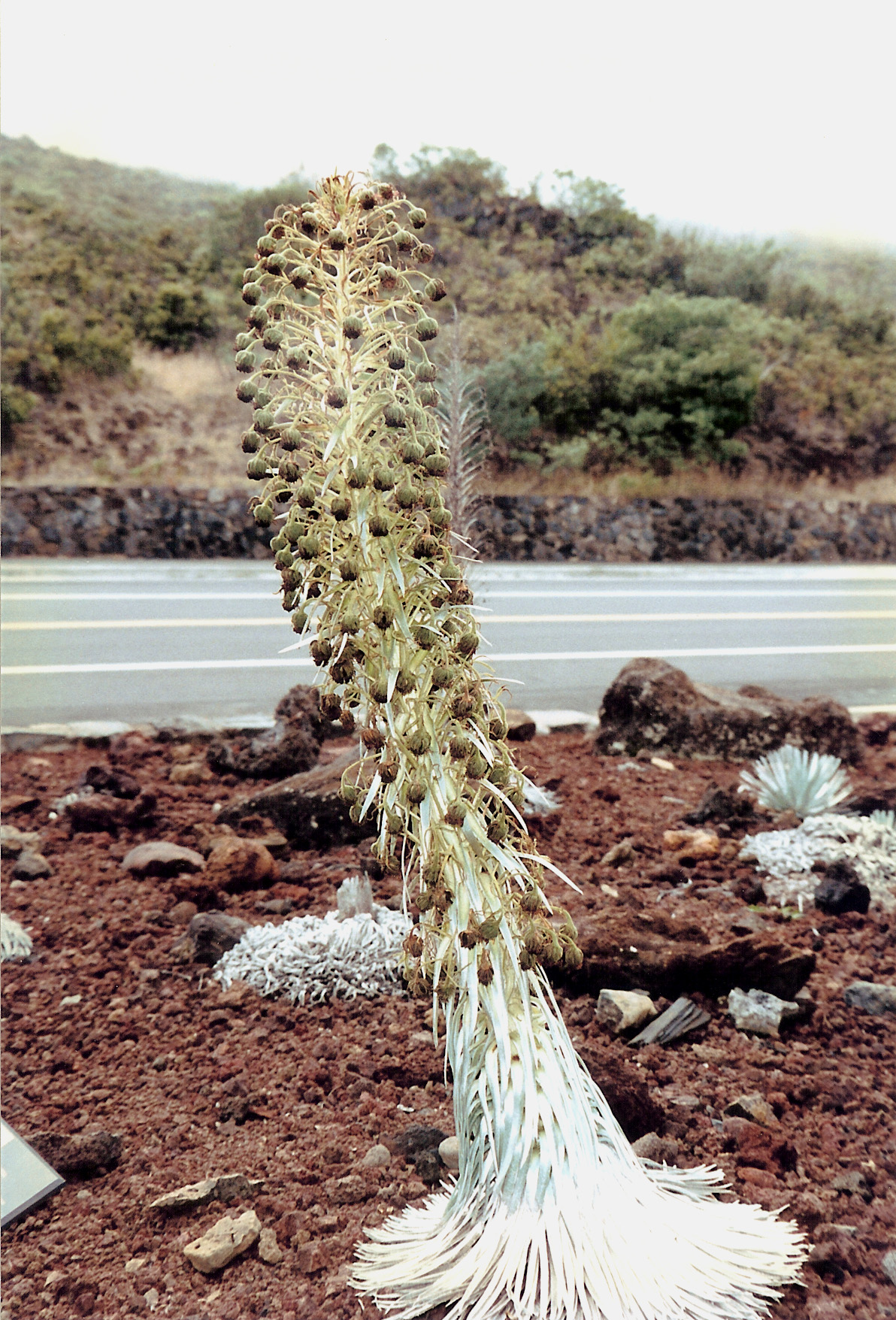
開花したハレアカラ亜種

ギンケンソウ（銀剣草、学名：Argyroxiphium sandwicense）はキク科に属する植物である。ハワイ諸島の限られた山上にのみ知られる。銀色のとがった葉をロゼット状に出し、背の高い花穂を伸ばす。一度咲くと枯れる。

## 特徴
大型のロゼット状低木で、多数の葉を当初は根出状に出す。葉は長さ30-40cmになり、多汁質。細長く伸びて硬く剣状で、全面に絹毛を密生するため銀色に見える。このような状態で数十年間成長し、その間は開花しない。
十分に成長した株は、6-9月に中心から花軸を伸ばし、約1ヶ月後に花をつける。花茎は70-250cm、時には3mもになって塔状に立ちあがり、総状花序を成して500-600個もの頭花をつける。頭花の周辺には赤紫色の舌状花が並ぶ。筒状花は先端が赤紫で基部は黄色。種子（痩果）の先端の冠毛は鱗片状、ないし微細な突起にまで短縮している。

### 名前の由来
英語ではSilversword、シルバーソードとも呼ばれるが、これは銀色の尖った葉に由来する。また学名もギリシャ語の「銀の剣」に由来する。

### 適応的意味
全体に毛に覆われているのはその生育地が標高2100-3750mの高地であり、乾燥しており、夜間には極めて寒冷になる地域で生きてゆくための適応であると考えられる。葉はそれぞれ先端に向かって内向きに曲がり、全体としてパラボラ状になっているのも、中心の方に熱を集めるための形であるとも言われる。
ちなみに、同属の A. grayanum は湿原に生育する種で、葉には毛がなく、葉は緑色をしている。そのため、英名はグリーンソード（緑の剣）である。

## 分布
米国ハワイ州のマウイ島・ハレアカラ山とハワイ島のマウナケア山の高地に生息する。両地域のものは同一種ながら、別亜種とされている。それについては以下の、分類の項を参照。

## 分類
上記のように、この種の分布域は二つに分かれており、それらの個体群は亜種の関係とされている。
- Argyroxiphium sandwicense
  - subsp. sandwicense マウナケア山亜種
  - subsp. macrocephalum　ハレアカラ山亜種

このようにマウナケア山のものが基本亜種となっている。ハレアカラ山のものは基本亜種に対して花序がやや幅広い。
またギンケンソウ属はハワイ諸島の固有属で、全部で5種が知られたが、1種は1945年以前に絶滅した。
ハワイ諸島にはこの属に近縁な固有属として他に Dubautia と Wikesia があり、いずれもその先祖は北アメリカ起源と考えられている。